# Joseph-François-Albert Gatien
Joseph-François-Albert Gatien, (né le 28 février 1879 à Marieville, mort le 11 août 1953 à Montréal) est un médecin et un homme politique québécois. Il fut député de la circonscription de Maisonneuve pour l'Union nationale de 1944 à 1952.